# Tomboco
Tomboco é uma cidade e município angolana que se localiza na província do Zaire.
O município de Tomboco está administrativamente dividido em três comunas, sendo a sede correspondendo a própria cidade de Tomboco, existindo também as comunas de Quinsimba e Quinzau.

## Economia
A economia municipal é baseada na agropecuária, sendo que sua mais destacada lavoura permanente é a de bananas, havendo ainda grande produção de lavora temporária de abacaxi e mandioca.
Já o extrativismo concentra-se na pesca artesanal, nos inúmeros rios que atravessam o território municipal. Entre as atividades extrativistas ainda subsiste a caça de animais selvagens.